# Pra Frente Brasil
Pra Frente Brasil est une chanson brésilienne écrite et composée par Miguel Gustavo et sortie en 1970 pour inspirer l'équipe brésilienne lors de la Coupe du monde de football 1970. Elle a été chantée par le pays entier et est devenue, pour les Brésiliens, l'hymne de cette édition.

## Histoire
Cette chanson est créée dans le cadre d'un concours (avec un prix de 10 000 cruzeiros) organisé par les sponsors des transmissions des matchs de la Coupe du monde. Ricardo Cravo Albin (pt) affirme que le concours a été parrainé par une brasserie, tandis que Nara Damante explique que le concours a été parrainé par les annonceurs Esso, Souza Cruz et Gillette, en partenariat avec Rede Globo.
Selon le compositeur et tromboniste Raul de Souza, dans une interview au Jornal do Brasil en 2002, la mélodie est la sienne, Miguel Gustavo n'écrivant que les paroles. Toujours selon Souza, l'hymne a été enregistré dans un studio du quartier Peixoto (pt) avec un orchestre de Rádio Globo (pt).

## Paroles
« Noventa milhões em ação 
 Pra frente Brasil, no meu coração. 
 Todos juntos, vamos pra frente Brasil 
 Salve a Seleção!!! (...) »
— Miguel Gustavo

« Quatre-vingt-dix millions en action  
  En avant le Brésil, dans mon cœur.  
 Tous ensemble, avançons le Brésil  
  Salut à la Seleção !!! (...) »